# Cynanchum fimbricoronum
Cynanchum fimbricoronum är en oleanderväxtart som beskrevs av Ping Tao Li. Cynanchum fimbricoronum ingår i släktet Cynanchum och familjen oleanderväxter. Inga underarter finns listade i Catalogue of Life.